# Cillorigo de Liébana
Cillorigo de Liébana is een gemeente in de Spaanse provincie Cantabrië in de regio Cantabrië met een oppervlakte van 105 km². Cillorigo de Liébana telt 1.310 inwoners (1 januari 2016).
Cillorigo de Liébana wordt afgewaterd door de rivieren Urdón, Santo, Corvera en La Sordà, allemaal zijrivieren van de Río Deva, die een kleine tien km ten noorden van de gemeente de Desfiladero de la Hermida heeft gevormd. Het westelijke deel van Cillorigo is geïntegreerd in het Nationaal park Picos de Europa.
In de gemeente zijn vele dorpen en gehuchten gelegen (tussen haakjes het aantal inwoners in 2007), met name Armaño (28 inw.), Bejes (72), Cabañes (47), Castro-Cillorigo (57), Colio (63), Lebeña (94), Pendes (56) en Viñón (44). Apart gegroepeerd in de deelgemeente entidad colectiva de población Concejo de Bedoya liggen de Barrio de Cobeña (14), Barrio de Pumareña (41), Barrio de Salarzón (33), Barrio de San Pedro (22) en Barrio de Trillayo (33). In de deelgemeente Concejo de San Sebastián ten slotte liggen Lugar de Esanos (45), Barrios de Aliezo (59), Barrio de Llayo (2), Tama (64) en Lugar de Ojedo (441).
Het gehucht Bejes is de aankomstplaats van de zestiende etappe van de Ronde van Spanje 2023.

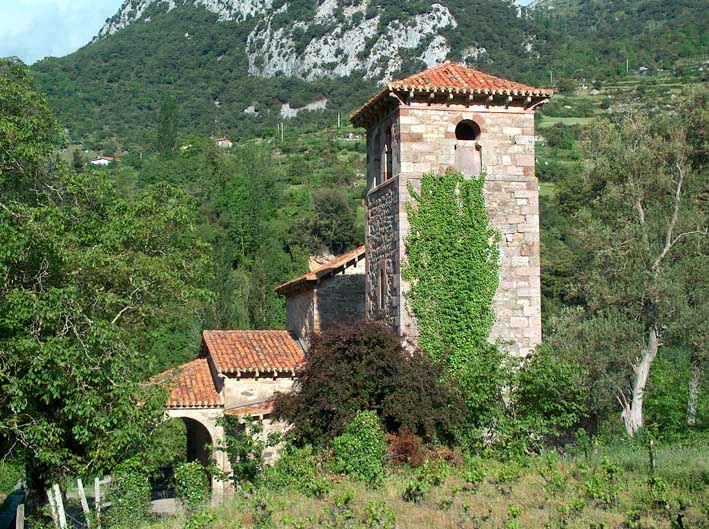
Kerk

## Demografische ontwikkeling
Bron: INE; 1857-2011: volkstellingen